# Muksu
Il Muksu è un fiume del Tagikistan nord-orientale, ramo sorgentifero di sinistra del Surchob.
Nasce dalla confluenza tra il Sel'dara (a sinistra) e il Sauksoj (a destra). I rami sorgentiferi hanno origine dal ghiacciaio Fedčenko e dal picco Lenin, sulle montagne del Trans-Alaj. Il Muksu scorre in direzione ovest attraverso la parte nord-occidentale del massiccio del Pamir e incontra il Kyzylsu (Kyzyl-Suu) dopo 88 km, andando a formare il Surchob, ramo sorgentifero di destra del Vahš. Il Muksu drena un'area di 7070 km² e ha una portata media di 100 m³/s. Tra la fine di maggio e l'inizio di ottobre il fiume dà luogo a inondazioni.